# أدب وجيز

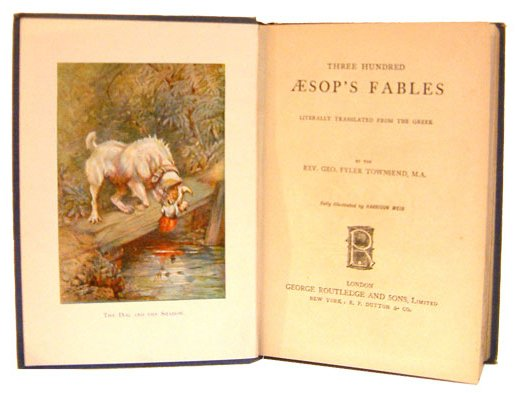
صفحة من كتاب خرافات إيسوب

الأدب الوجيز هو مصطلح أدبي بدأ يترسخ حضوريًّا في العصر الحديث، ويشير إلى عمل يتميز بالإيجاز الشديد، وقد يشمل الفنون السردية والشعرية. ولا تزال هناك مساع لتطوير تقنيات الكتابة الوجيزة في غير فن من الأنواع الأدبية، تشمل الأصناف التي تم تحديدها، والعديد منها محدد بعدد الكلمات: القصة المكونة من ست كلمات؛ القصة المكونة من 280 شخصية (تُعرف أيضًا باسم "Twitterature")؛ «المراوغة» (المعروفة أيضًا باسم "minisaga "50 كلمة)؛ "drabble" (المعروف أيضًا باسم "microfiction "100 كلمة)؛ «الخيال المفاجئ» (750 كلمة)؛  «خيال الفلاش» (1000 كلمة)؛ و"microstory". واقترح بعض المعلقين أن الأدب الوجيز يمتلك خاصية أدبية فريدة في قدرته على التلميح إلى قصة أكبر أو التلميح إليها.
أما عربيًّا فيمكن إضافة الشعر، ومن ذلك إطلاق نقّاد عرب مصطلح "الومضة" على النص الشعري الذي يبلغ نحو 21 كلمة، فيما أطلقوا على القصة القصيرة مصطلح "الفصة الوجيزة" وعدد كلماتها نحو 21 كلمة أيًضًا.

## التاريخ
للأدب الوجيز جذور تعود إلى عصور ما قبل التاريخ مسجلة في أصل الكتابة، بما في ذلك الخرافات والأمثال، ولا سيما حكايات إيسوب في الغرب، وحكايات بانشاتانترا وجاتاكا في الهند. تشمل الأمثلة اللاحقة حكايات نصر الدين وزين كوان مثل بوابة الجاتلس .
في الولايات المتحدة ، يمكن العثور على الأشكال المبكرة للخيال السريع في القرن التاسع عشر، ولا سيما في شخصيات والت ويتمان، وأمبروز بيرس، وكيت شوبان.
وفي عشرينيات القرن الماضي تمت الإشارة إلى الأدب الوجيز باسم «القصة القصيرة» وكان مرتبطًا بمجلة كوزموبوليتان. وفي الثلاثينيات من القرن الماضي، جمعت في مختارات مثل القصة القصيرة الأمريكية. كان Somerset Maugham مؤيدًا بارزًا، حيث كان كتابه Cosmopolitans: Very Short Stories (1936) مجموعة مبكرة.
في اليابان ، انتشر الأدب الوجيز في فترة ما بعد الحرب وخاصة من قبل Michio Tsuzuki (都筑道夫) .
في العام 2020، أنشأ مركز هاري رانسوم بجامعة تكساس في أوستن أول مجموعة منسقة من أعمال الأدب الوجيز في الولايات المتحدة. ويعد أشهر مؤلفي الأدب الوجيز في العالم الناطق بالروسية هو لينور جوراليك.
وفي ولاية كيرالا بجنوب غرب الهند، يشتهر باراكادافو بالعديد من القصص المصغرة في لغة المالايالامية.

## الأدب الوجيز عربيًّا
في العالم العربي وإن كان يمكن للقارئ أن يلمح في التراث الشعري والسردي، إبداعات قد تنتمي إلى هذا النوع الأدبي، إلا أن بروز مصطلح الأدب الوجيز بمفهومه الحديث، جاء مع أعمال "ملتقى الأدب الوجيز" الذي أسس له الشاعر الراحل أمين الذيب بدءا من العام 2017، إلى جانب مجموعة من الكتّاب والنقّاد والشعراء اللبنانيين والتونسيين والسوريين…، منهم: د. باسل بديع الزين، ود. درية كمال فرحات، ود. كامل فرحان صالح… وبدعم من الشاعر أدونيس الذي واكب أعمال المؤتمر الأول للملتقى في العام 2019 في بيروت، وآخر في تونس. وقد عقد "ملتقى الأدب الوجيز" عشرات المؤتمرات والندوات والأمسيات، فضلا عن الكتب النقدية والإبداعية والدراسات والمقالات… بهدف ترسيخ الكتابة الوجيزة عبر التعريف بها وتسويغها وشرح سماتها وخصائصها والنشر بها.
وقد أنتج العالم العربي عددًا من مؤلفي القصص المصغرة، وبما في ذلك المؤلف المصري الحائز على جائزة نوبل نجيب محفوظ، الذي يتكون كتابه أصداء سيرة ذاتية بشكل أساسي من مثل هذه القصص الخيالية. ومن بين كُتاب الأدب الوجيز باللغة العربية: زكريا تامر وحيدر حيدر وليلى العثمان…

## المدونات
يُكرّس عدداً من المدونات المطبوعة نفسها للروايات الخيالية. ومن بينها فلاش: المجلة الدولية للقصة القصيرة.

## الإنترنت
عزز الوصول إلى الإنترنت من الوعي بالأدب الوجيز، ومع تكريس المجلات والمدونات عبر الإنترنت بالكامل للطريقة في الكتابة.و SmokeLong Quarterly ، التي أسسها Dave Clapper في العام 2003، «مُكرسةً لجلب أفضل الأدب الوجيز إلى الإنترنت... سواءً كتبه مؤلفون معروفين أو أولئك الجُدد في المهنة.»
 تشمل المجلات الأخرى التي تصدر عن قصص الأدب الوجيز على الإنترنت wigleaf و Flash Fiction Online و Flash Fiction Magazine.
وفي مقالٍ على شبكة سي إن إن حول هذا الموضوع، لاحظ المؤلف أن «الديموقراطية في الإتصالات التي يقدمها الإنترنت جعلت الطريق الداخلي إيجابيًا» وفي منطقةٍ معينة من الأدب الوجيز، وأثر ذلك بشكل مباشر على شعبية الأسلوب. ويعد هذا النموذج شائع، حيث تنشر معظم المجلات الأدبية على الإنترنت الآن قصصًا سريعة عن الخيال.
وفي صيف العام 2017، بدأت مجلة The New Yorker في نشر سلسلةٍ من قصص الخيال على الإنترنت في كل صيف.

## أنظر أيضًا
- خرافة
- موعظة
- شعر النثر
- قصة قصيرة
- تالهونت